# 與田純次
與田 純次（よだ じゅんじ、1925年11月19日 - ）（別名：與田治郎右衛門） は、日本の実業家、戦争体験語り部。元大使館員。兵庫県城崎郡竹野村（現：兵庫県豊岡市）出身。長男は東邦大学医学部医学科教授（医学博士）の与田仁志。元阪神タイガース監督兼選手の村山実、神戸大学名誉教授（農学博士）の保田茂は妻の従兄弟にあたる。2017年、父の代まで十数代に渡り襲名されていた名跡、與田治郎右衛門（よだじろうえもん）を襲名。

## 人物
大正14年（1925年）、兵庫県城崎郡竹野村（現:兵庫県豊岡市）に生まれる。先祖は、江戸時代初期から寛文12年（1672年）頃、寛保2年（1742年）頃から寛政8年（1796年）まで庄屋（江戸時代の村役人である地方三役の一つ）を務めており、北前船（江戸時代に日本海海運で活躍した北国廻船）の船主でもあった。寛文年間からは「元庄屋」という屋号で様々な商売を営んできた。
大日本帝国上海大使館事務所司政部行政科勤務の後、1945年、大日本帝国陸軍満洲独立工兵隊1893部隊に幹部候補生として現役入隊（甲種合格）。終戦直前、満州にソ連軍が侵攻し戦闘になり、所属部隊は、ソ連軍の戦車攻撃に対し、命をかけた肉薄攻撃作戦（黄色爆薬を抱えて蛸壺と言われる縦穴式の一人だけが入れる塹壕に潜り、ソ連軍戦車の下に飛び込む特攻）に出る。「自身の蛸壺の方へ戦車は向かって来なかったが、近くの戦友たちが蛸壺から飛び出し自爆する光景、またその爆撃を受けながらも土煙の中から何事も無かったかのよう出てきた戦車の様子は、今尚、脳裏に鮮明に焼きついている。」と、語っている。終戦後、朝鮮半島を南下敗走。20日間に及ぶサバイバル生活を、カタツムリを食べて生き延びる。途中、部隊は、ソ連軍に囲まれ銃弾を浴び、隊員の半数が銃弾に倒れる。その後、ソ連軍に日本軍捕虜として連行され、約3年間の強制労働を強いられる（シベリア抑留）。零下40度の極寒の中、森林伐採、燃料（薪）調達、船の先導、死者の埋葬、馬鈴薯畑開墾、牧草（馬の餌）調達、凍りついた川から水を汲む、麦収穫、病院の炊事、等の労働をした。抑留1年目に凍傷で右手中指の第一関節の先端を切断。その後、擬似赤痢に感染したため、栄養失調になり、一時意識を失う。監視の厳しい抑留生活の中、シラカンバの木の皮でトランプを自作し、戦友たちと無事に帰国できるかを占った。このトランプは帰国時にソ連の検閲に引っかからなかったため、日本へ持ち帰ることができ、現存している。
1947年に解放され帰国。翌年、父・與田治郎右衛門（先代）と共に保険代理業を開業。その後、天然凍豆腐製造業、乾麺製造業、豆腐油揚製造業を開業し、1949年に凍豆腐製造業九鹿冷凍工場を設立開業。しかし工場は数年で倒産し、多額の借金を抱えてしまう。借金取りに追われる身となったが、「私は逃げも隠れもしません、このシベリア帰りの丈夫な体を預けますから使ってください。」と、自ら債権者の方へ近づき、与えられたあらゆる仕事をこなした結果、借金を放棄してもらった。その後、再起を図るため、1955年4月に、豆腐油揚製造用機器及び各種燃焼機器卸小売及び工事施工業者、元庄屋商店（現:株式会社元庄屋）を開業し、社長に就任。これまでに、但馬地方で、約3万台の家庭用・工業用灯油ボイラーの販売・設置を行ってきた。
1991年2月、海部俊樹（第76-77代）内閣総理大臣より、シベリア抑留に対する慰藉の念として銀杯が授与される（その後も福田康夫首相、菅直人首相から書状が授与されている）。
2017年4月、父の代まで十数代に渡り襲名されていた「與田治郎右衛門」を襲名し、與田純次改め、與田治郎右衛門となる。
近年、自らの戦争体験を、インターネットを通じて若い世代に伝える活動を行っている。過去にはシベリア抑留に関しての執筆をしており、また各種メディアから戦争体験に関する取材を受けている。
90歳を超えた現在も、自身が経営する会社の代表取締役を務め、生涯現役をモットーに働いている。

### 略歴
- 1925年11月、兵庫県城崎郡竹野村（現：兵庫県豊岡市）で、商売人の父・與田治郎右衛門（先代）と母・よしのもとに生まれる。生家は江戸時代まで庄屋を務めており、北前船の船主でもあった。
- 1938年3月、兵庫県立城崎郡竹野村立竹野尋常高等小学校 卒業
- 1942年12月、兵庫県立豊岡商業学校 卒業
- 1943年2月、在上海大日本帝國大使館事務所 司政部行政科 勤務
- 1945年2月、大日本帝国陸軍満洲独立工兵隊1893部隊 現役入隊
- 1945年8月、ソ連に日本軍捕虜としてシベリアに連行される。
- 1947年4月、シベリア抑留より帰還。
- 1948年4月、兵庫県城崎郡竹野村にて保険代理業 開業
- 1948年4月、兵庫県多可郡野間谷村にて天然凍豆腐製造業 開業
- 1949年6月、兵庫県養父郡八鹿町にて乾麺製造業 開業
- 1949年12月、兵庫県養父郡八鹿町にて凍豆腐製造業九鹿冷凍工場 設立開業
- 1951年10月、兵庫県城崎郡竹野村にて豆腐油揚製造業 開業
- 1952年7月、兵庫県城崎郡竹野村にて飲食業 開業
- 1955年4月、兵庫県豊岡市寿通にて元庄屋商店豊岡営業所を開業し、豆腐油揚製造用機器及び各種燃焼機器卸小売及び工事施工 開業
- 1955年4月、竹野町商工会副会長 就任
- 1955年4月、竹野村観光協会企画宣伝部長 就任
- 1955年7月、兵庫県城崎郡竹野村にてバンガロー（コテージ） 開業
- 1960年4月、北但信用組合理事 就任
- 1975年3月、兵庫県豊岡市中陰にて兵庫コロナ販売（住宅設備機器卸売） 開業
- 1988年11月、兵庫県豊岡市幸町にて中島水道工業所 設立開業
- 1991年2月、海部俊樹（第76-77代）内閣総理大臣より、シベリア抑留に対する慰藉の念として書状と銀杯が授与される。（その後も福田康夫首相、菅直人首相から書状が授与されている。）
- 1995年1月、兵庫県豊岡市幸町にて株式会社ライフィット（宅地建物取引業） 設立開業
- 1998年7月、全国強制抑留者協会主催のシベリア慰霊訪問団に参加。自身が収容されていたラーゲリ跡地にて弔辞を述べる[14]。
- 2007年5月、兵庫県豊岡市幸町にて但馬地方初の賃貸建物管理会社、株式会社B-side（株式会社元庄屋管理アフター部より独立） 設立開業
- 2010年4月、兵庫県豊岡市幸町にて株式会社AXIS（不動産有効活用/企画） 設立開業
- 2010年10月、兵庫県豊岡市元町にある但馬地方の近代化遺産に指定されている昭和初期築の洋風建築（現:AXIS元町）にて、豊岡画廊（アートギャラリー/貸し画廊） 開業
- 2017年4月、父の代まで十数代に渡り襲名されてきた「與田治郎右衛門」を襲名。

## メディア

### 関連書籍
- 『戦争の大問題』（体験談掲載）（2017年、丹羽宇一郎 著／東洋経済新報社）
- 『シベリア慰霊訪問記』「シベリア慰霊訪問団に参加した想い出」（1997年、全国強制抑留者協会 編）
- 『この記録わすれまじ』（所属隊員欄に名前掲載）（1979年、独工十八柳生会 編）
- 『致知』「生涯現役」（2017年2月号、致知出版社）
- 『孫たちへの証言ー記録することで戦争抑止へつなげようー』「シベリア抑留 栄養失調で生死の境をさまよう」（2018年、新風書房）他

### テレビ
- サンテレビ『情報スタジアム 4時!キャッチ』（2019年8月13日）「氷点下40℃のシベリア抑留 祖父と孫の戦争証言」
- サンテレビ『ニュースSUNデー』（2019年8月18日）「祖父のシベリア抑留記 孫とともに未来へ」
- NHK総合『サラメシ』（2019年6月25日）「社長のサラメシコーナー」

### 映像
- 特定非営利活動法人8bitNews みんなの戦争証言アーカイブス（2016年）

「與田純次さんインタビュー：冬は零下40度です。部屋の中にいても死んだら凍って棒状になるんです。」
- 関西電力 でんかライフ.com（2008年）

「企業インタビュー 株式会社 元庄屋：給湯機器の老舗、オール電化で雪国・豊岡の冬を快適に！」

### 新聞
- 読売新聞（1955年6月2日、但馬）「夏に備えの海水浴場プラン、浜辺一帯を遊園地化」
- 産經新聞（1976年1月19日、但丹ニュース）「シベリアの思い出いっぱい、シラカバのトランプ見つかる」
- 神戸新聞（1998年7月9日）「半世紀ぶりにシベリアへ、抑留体験した豊岡市の3人」
- 神戸新聞（2016年8月16日）「シベリアの収容所、シラカバの皮で手作り、トランプに苦難の記憶」
- 神戸新聞（2018年11月16日）「祖父の戦争体験 後世に伝えたい、豊岡の与田祐太朗さん」
- 読売新聞（2017年3月19日、但馬）「祖父と戦争 後世へ動画、豊岡出身の兄弟撮影」
- 北近畿経済新聞（2017年5月1日）「91歳"生涯現役"、戦争体験の語り部も」他

### 雑誌等
- 致知出版社『致知』（2017年2月号）「生涯現役」
- 大和ハウス工業会報誌『にふょん』（2017年5月号）「三方よし」他

### Webメディア
- Yahoo!ニュース（2019年8月21日）「祖父と孫の共同証言 氷点下40度のシベリア抑留」
- サンテレビNEWS（2019年8月21日）「特集、祖父と孫の共同証言 氷点下40度のシベリア抑留」
- 神戸新聞NEXT（2016年8月15日）「祖父の戦争体験を動画で発信、孫が帰省時に撮影」
- 神戸新聞NEXT（2016年8月16日）「トランプに残る戦争記憶、シベリア抑留経験の男性」
- 神戸新聞NEXT（2018年11月15日）「祖父の生々しい戦争体験、記録集に寄稿、豊岡出身の孫」
- 関西電力（2008年、でんかライフ.com）「給湯機器の老舗、オール電化で雪国・豊岡の冬を快適に」
- かんでんEハウス（2018年、かんでんeショップ）「豊岡市 株式会社 元庄屋」他